# Hanekenfähr

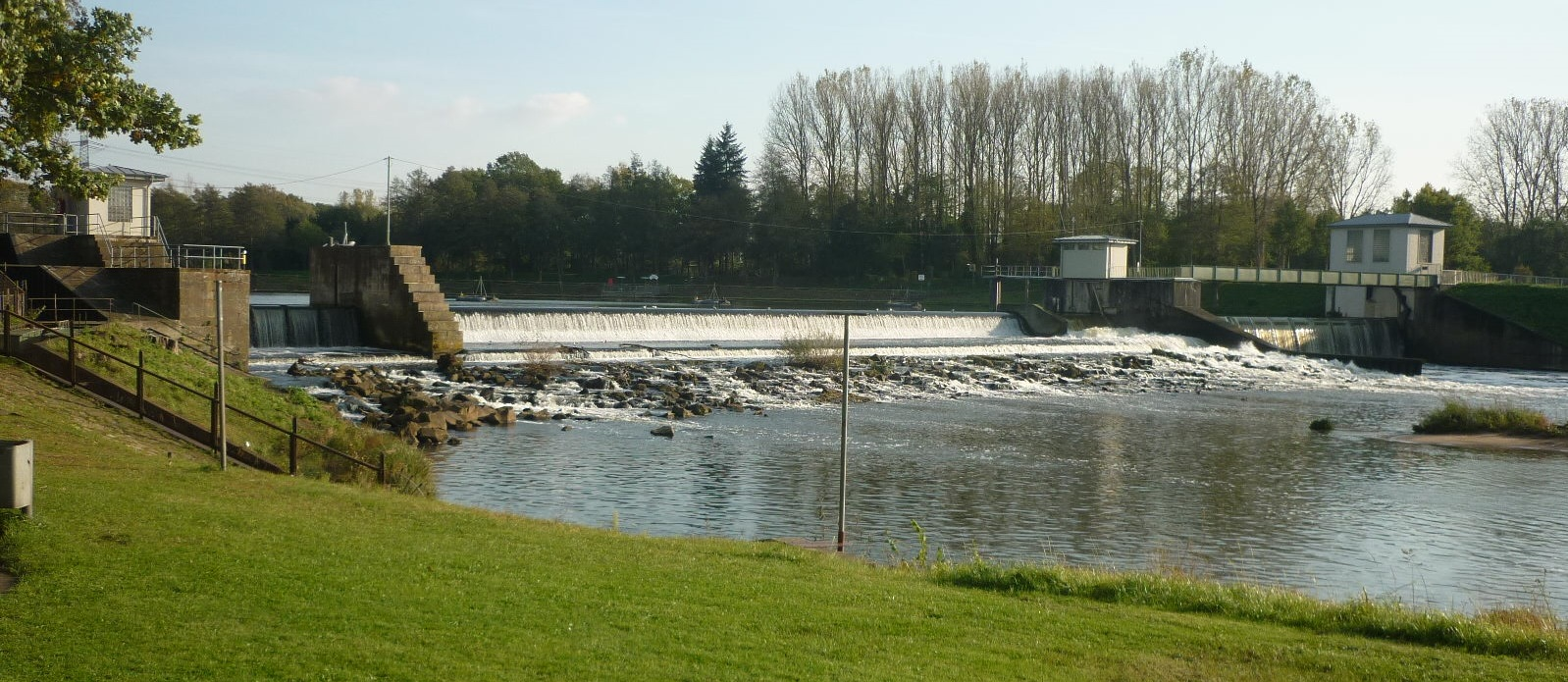
Das Emswehr in Hanekenfähr, auch „Wasserfall“ genannt

Hanekenfähr (ältere Schreibweisen auch Hanneken- oder Haneckenfähr) ist ein Gebiet an der Ems zwischen Lingen (Schepsdorf und Darme) und Emsbüren (Elbergen) im Landkreis Emsland.
Bis ins 19. Jahrhundert wurde an dieser Stelle die Ems von einer Fähre gekreuzt. Die Ems und der Dortmund-Ems-Kanal (DEK) vereinigen sich zwei Kilometer zuvor hinter der Schleuse Gleesen und bilden damit den ersten gemeinsamen Verlauf von Dortmund-Ems-Kanal und schiffbarer Ems bis zum Emswehr in Hanekenfähr. Heute ist Hanekenfähr als Knotenpunkt im Wasserstraßennetz der Ems bedeutsam sowie als Naherholungsgebiet. Die Ems bildet die Gemeindegrenze zwischen Emsbüren und Lingen. Angrenzend liegt ferner ein Industriegebiet, das die Qualität des Naherholungsgebiets aufgrund der Lärmemissionen senkt.

## Wasserstraßen
In Hanekenfähr vereinigen sich für einen kurzen Abschnitt die Ems und der Dortmund-Ems-Kanal. Darüber hinaus beginnt in Hanekenfähr der Ems-Vechte-Kanal, der heute jedoch nur noch Bedeutung für die Freizeitschifffahrt hat. Mehrere Jachthäfen befinden sich rund um Hanekenfähr. Die Ems wird unterhalb des Dortmund-Ems-Kanals durch ein Wehr aufgestaut, um eine konstante Wasserhöhe im Kanal zu gewährleisten. Die Ems wird durch eine historische, unter Denkmalschutz stehende Schleuse aus dem Jahr 1876 erreicht.

## Naherholung
In der Landzunge zwischen Ems und Dortmund-Ems-Kanal befinden sich ein Hotel, ein Campingplatz und eine Ferienhaussiedlung. Das Gebiet am Ufer der Ems und der dazugehörigen Kanäle ist bei Spaziergängern, Joggern oder Fahrradfahrern beliebt.
Von einer Anlegestelle bei Hanekenfähr starten regelmäßig kleine Fahrgastschiffe zu Ausflugsfahrten. In mehreren Häfen rund um Hanekenfähr liegt eine Vielzahl von Freizeit- und Sportbooten.

## Industriegebiet
Nördlich von Hanekenfähr befindet sich das Industriegebiet Lingen-Süd, wo unter anderem das ehemalige Kernkraftwerk Lingen, das Erdgaskraftwerk Emsland, das stillgelegte Kernkraftwerk Emsland, ein großes Umspannwerk der Amprion, das Elektrostahlwerk Benteler, das Chemiewerk Baerlocher und einige andere Industrieanlagen angesiedelt sind.
An einer Brücke bei Hanekenfähr kreuzen die Emslandbahnstrecke und die Landesstraße L 40 die Ems. Nördlich davon, im Industriegebiet, liegt ein kleiner Güterbahnhof.